# André Michelin
André Jules Aristide Michelin (Párizs, 1853. január 16. – Párizs, 1931. április 4.) francia mérnök, üzletember és gumiabroncsgyártó, a Michelin vállalat társalapítója és a Guide Michelin neves étterem- és szállodakalauz kezdeményezője.

## Életrajza
André Michelin Jules Michelin vésnök és Adèle Barbier fia. Auguste Wolff prominens párizsi zongorakészítő lányát, Sophie Wolffot vette feleségül. A párizsi École centrale-t, azaz Központi Iskolát 1877-ben járta ki. 
Családja tulajdonolt egy kisebb vállalatot, amely elsősorban mezőgazdasági eszközöket és gumitermékeket állított elő. Ennek a cégnek az irányítását 1886-ban átvette testvérével, Édouard-al együtt. Az ezt követő években a vállalkozás autóipari és kerékpáripari tevékenységei némi érdeklődést keltettek, ahogyan ismertté vált a testvérpár leleményessége. 
1889-ben saját céget alapítottak, melyet „Michelin & Cie”-nek neveztek el.
Akkoriban a pneumatikus bicikligumit még a tengelyhez ragasztották, ami jelentősen megnehezítette a lyukak reparálását. E probléma orvosolása érdekében cégük levehető abroncsot fejlesztett ki. Ezt a találmányt 1891-ben szabadalmaztatta Édouard és Párizstól Brestig tartó kerékpárversenyen kísérelte népszerűsíteni. Kisvártatva a gépkocsis használatra is alkalmassá tették. A Michelin vállalat támogatta a világ legelső, pneumatikus gumiabronccsal közlekedő autóját, amivel versenyzett André egy Párizs-Bordeaux viszonylatban rendezésre kerülő autóversenyen, melyen megszerezte a tizedik helyet. 
1895-ben elkezdett érdeklődni a repülés iránt. Ígéretesnek vélte Franciaország részére a légiközlekedést, mind katonai, mind ipari szempontból. 1911-ben úgy nyilatkozott, hogy Franciaországnak az erejét a repülés fejlesztésére kell összpontosítania, illetve bírálta a francia kormányt, amiért nem fordított elegendő mértékű forrást erre a célra. Elkötelezettségének megfelelően az első világháború során cége mintegy 2000 légijárművet gyártott, és 1916-ban megépítette a világ legelső betonozott kifutópályáját.
André Michelin továbbá kiadott számos publikációt, mely népszerűsítette az autózást, és igényt teremtett a gumiabroncsokra. A Guide Michelin legelső számát 1900-ban jelentette meg, majd 1910-ben kiadta az összehajtható, 47 lapból álló híres Franciaország-térképét.